# Central Europe Rally
De Central Europe Rally is een rally die inderhaast is opgezet ter vervanging van de Dakar-rally 2008, die een dag voor de start - om veiligheidsredenen - werd afgelast.
Op 4 februari 2008 kondigde de ASO in Boedapest de Dakar Series aan, een project waar de ASO al lange tijd aan werkte. De Dakar Series zou oorspronkelijk in 2009 van start gaan, maar met het niet doorgaan van de Dakar-rally 2008 is dit project een jaar vervroegd. De Central Europe Rally is de 1e wedstrijd die onder Dakar Series van start ging.
Deze 1e Central Europe Rally is een mijlpaal in een serie nieuwe ontwikkelingen en evenementen die waren gepland om een uitbreiding te vormen naast de legendarische Dakar-rally. De technische- en administratieve keuring vond plaats op 19 april 2008 in Boedapest.

## Parcours
De start vond plaats op 20 april 2008 in Boedapest (Hongarije), waarbij de 238 deelnemers een 7 dagen lange rally reden door Hongarije en Roemenië, waarna men op 26 april in Balatonfüred aan het Balatonmeer de finish bereikte.
| Etappe | Datum    | Van       | Naar         | Verbinding                                 | Special Stage                              | Verbinding | Totale afstand                              |
| ------ | -------- | --------- | ------------ | ------------------------------------------ | ------------------------------------------ | ---------- | ------------------------------------------- |
| 1      | 20 april | Boedapest | Baia Mare    | 58 km                                      | 63 km                                      | 410 km     | 531 km                                      |
| 2      | 21 april | Baia Mare | Baia Mare    | 100 km                                     | 152 km                                     | 40 km      | 292 km                                      |
| 3      | 22 april | Baia Mare | Debrecen     | 100 km(Motoren/Quads/Auto's) 30 km(Trucks) | 152 km(Motoren/Quads/Auto's) 76 km(Trucks) | 227 km     | 479 km(Motoren/Quads/Auto's) 333 km(Trucks) |
| 4      | 23 april | Debrecen  | Veszprém     | 213 km                                     | 150 km                                     | 217 km     | 580 km                                      |
| 5      | 24 april | Veszprém  | Veszprém     | 45 km                                      | 211 km                                     | 61 km      | 317 km                                      |
| 6      | 25 april | Veszprém  | Veszprém     | 45 km                                      | 211 km                                     | 61 km      | 317 km                                      |
| 7      | 26 april | Veszprém  | Balatonfüred | 11 km                                      | 157 km                                     | 40 km      | 197 km                                      |

### Afstanden
| Soort         | Afstand Motoren/Quads/Auto's | Afstand Trucks |
| ------------- | ---------------------------- | -------------- |
| Verbinding    | 1617 km                      | 1547 km        |
| Special Stage | 1096 km                      | 1020 km        |
| Totaal        | 2713 km                      | 2567 km        |

## Deelnemers

### Aantal deelnemers
Onderstaande tabel laat zien hoeveel deelnemers er aan de start stonden en hoeveel uiteindelijk de eindstreep haalden.
| Moment        | Motoren | Quads | Auto's | Trucks | Totaal |
| ------------- | ------- | ----- | ------ | ------ | ------ |
| Ingeschreven  | 96      | 18    | 84     | 40     | 238    |
| Aan de Start  | 96      | 18    | 77     | 38     | 229    |
| Na etappe 1   | 96      | 18    | 77     | 38     | 229    |
| Na etappe 2   | 94      | 18    | 77     | 38     | 227    |
| Na etappe 3   | 92      | 18    | 66     | 38     | 214    |
| Na etappe 4   | 88      | 17    | 65     | 36     | 206    |
| Na etappe 5   | 82      | 16    | 57     | 34     | 189    |
| Na etappe 6   | 79      | 16    | 57     | 34     | 186    |
| Aan de Finish | 77      | 13    | 55     | 34     | 179    |

### Belangrijkste deelnemers

#### Motoren
| Constructeur | Nummer | Rijder                   | Model             | Team                       |
| ------------ | ------ | ------------------------ | ----------------- | -------------------------- |
| KTM          | 1      | Cyril Despres            | KTM 660 Rally     | Red Bull KTM               |
| KTM          | 2      | Marc Coma                | KTM LC4 690 Rally | KTM Repsol                 |
| KTM          | 3      | David Casteu             | KTM 690 Factory   | Kastle KTM                 |
| KTM          | 4      | Pål Anders Ullevålseter  | KTM 690 Rally     | Scandinavia                |
| KTM          | 10     | Francisco López Contardo | KTM LC4 690 Rally | Movistar KTM               |
| Honda        | 5      | Hélder Rodrigues         | Honda CRF 450 X   | Lagos                      |
| Honda        | 13     | Ruben Faria              | Honda CRF 450 X   | Lagos                      |
| Yamaha       | 12     | David Frétigné           | Yamaha WRF 450    | HFP Fret Motorsport Yamaha |

#### Auto's
| Constructeur | Nummer | Rijder                                               | Model                     | Team                       |
| ------------ | ------ | ---------------------------------------------------- | ------------------------- | -------------------------- |
| Mitsubishi   | 200    | Stéphane Peterhansel Jean-Paul Cottret               | Mitsubishi Pajero Evo     | Repsol Mitsubishi Ralliart |
| Mitsubishi   | 202    | Luc Alphand Gilles Picard                            | Mitsubishi Pajero Evo     | Repsol Mitsubishi Ralliart |
| Mitsubishi   | 204    | Nani Roma Cararach Lucas Cruz Senra                  | Mitsubishi Pajero R13     | Repsol Mitsubishi Ralliart |
| Mitsubishi   | 207    | Hiroshi Masuoka Pascal Maimon                        | Mitsubishi Pajero Evo     | Repsol Mitsubishi Ralliart |
| Volkswagen   | 201    | Carlos Sainz Michel Périn                            | Volkswagen Race Touareg 2 | Volkswagen Motorsport      |
| Volkswagen   | 203    | Giniel De Villiers Dirk von Zitzewitz                | Volkswagen Race Touareg 2 | Volkswagen Motorsport      |
| Volkswagen   | 206    | Mark Miller Ralph Pitchford                          | Volkswagen Race Touareg 2 | Volkswagen Motorsport      |
| Volkswagen   | 209    | Carlos Sousa Andreas Schulz                          | Volkswagen Race Touareg 2 | Lagos                      |
| Volkswagen   | 213    | Dieter Depping Timo Gottschalk                       | Volkswagen Race Touareg 2 | Volkswagen Motorsport      |
| BMW X-Raid   | 205    | Nasser Saleh Al-Attiyah Tina Maria Christina Thörner | BMW X3 CC                 | X-Raid GmbH                |
| BMW X-Raid   | 208    | Guerlain Chicherit Matthieu Baumel                   | BMW X3 CC                 | X-Raid GmbH                |
| BMW X-Raid   | 211    | Bruno Saby Alain Guéhennec                           | BMW X3 CC                 | X-Raid GmbH                |
| Hummer       | 212    | Robby Gordon Andy Grider                             | Hummer H3                 | Dakar USA                  |

#### Trucks
| Constructeur | Nummer | Rijder                                                | Model           | Team                 |
| ------------ | ------ | ----------------------------------------------------- | --------------- | -------------------- |
| MAN          | 400    | Hans Stacey Eddy Chévaillier Bernard der Kinderen     | MAN TGA         | MAN With a Mission 2 |
| Tatra        | 401    | Aleš Loprais Ladislav Lála Milan Holáň                | Tatra T815-2    | Loprais Tatra        |
| Tatra        | 404    | André De Azevedo Jaromír Martinec Maykel Justo        | Tatra T815      | Petrobras Lubrax     |
| GINAF        | 402    | Wulfert van Ginkel Daniël Bruinsma Richard de Rooy    | GINAF X2222 4×4 | GINAF Rally Power    |
| GINAF        | 408    | Marcel van Vliet Simon Koetsier Gerard van Veenendaal | GINAF X2222 4×4 | GINAF Rally Power    |

## Etappe 1: Boedapest-Baia Mare

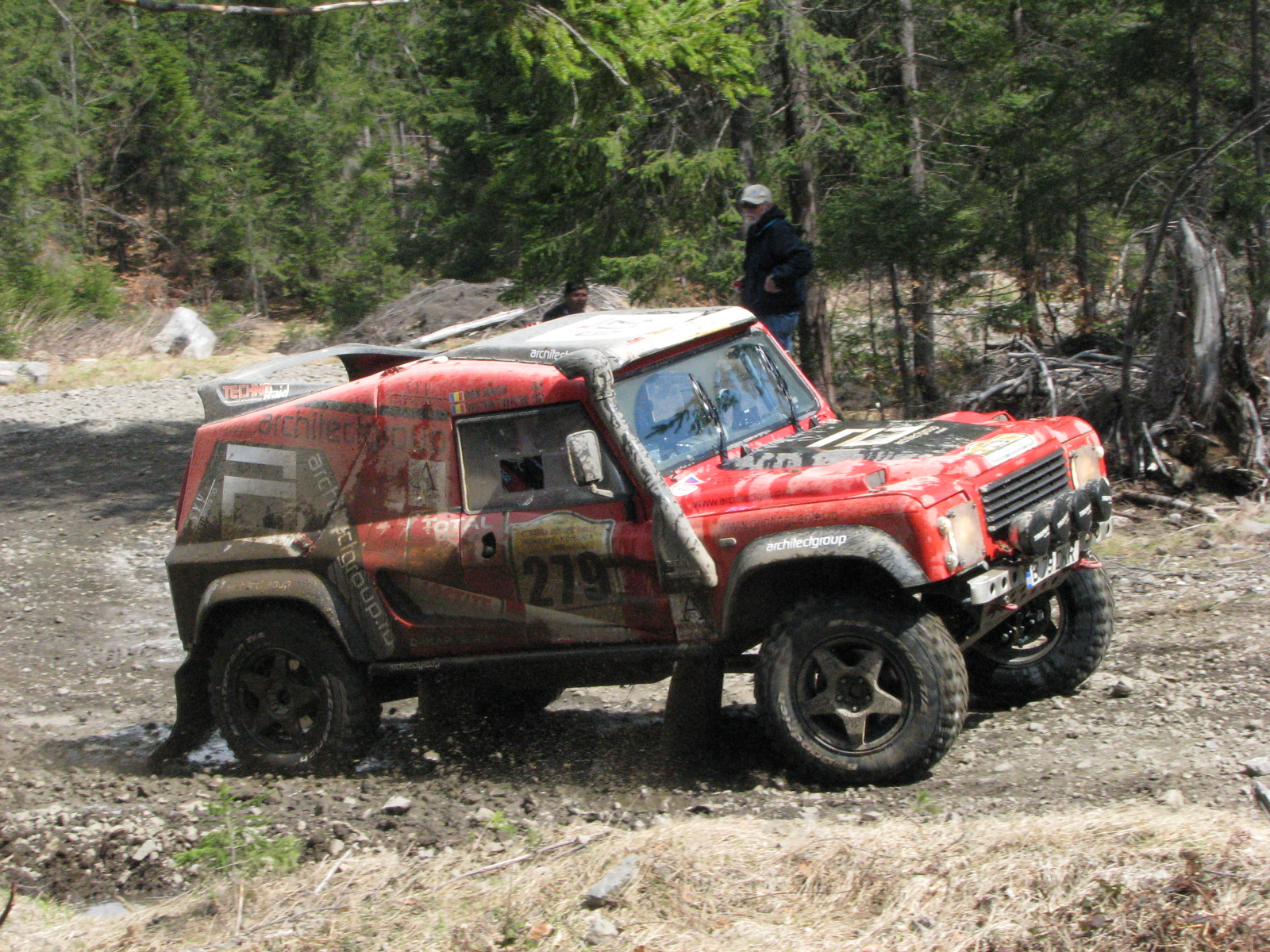
Victor Grigore Fulicea in etappe 1

| Motoren | Quads | Auto's | Trucks | Totaal |
| ------- | ----- | ------ | ------ | ------ |
| 0       | 0     | 0      | 0      | 0      |

### Motoren
| Etappe | Etappe                       | Etappe | Etappe   |
| Pos.   | Coureur                      | Tijd   | Verschil |
| ------ | ---------------------------- | ------ | -------- |
| 1      | Marc Coma KTM                | 40:00  | -        |
| 2      | Cyril Despres KTM            | 41:15  | 1:15     |
| 3      | Jordi Viladoms KTM           | 41:17  | 1:17     |
| 4      | Francisco López Contardo KTM | 41:33  | 1:33     |
| 4      | David Casteu KTM             | 41:33  | 1:33     |
| 6      | Jaroslav Katriňák KTM        | 42:09  | 2:09     |
| 7      | David Frétigné Yamaha        | 42:18  | 2:18     |
| 8      | Jonah Street KTM             | 43:40  | 3:40     |
| 9      | Alain Duclos KTM             | 43:47  | 3:47     |
| 10     | Pål Anders Ullevålseter KTM  | 44:29  | 4:29     |

| Klassement | Klassement                   | Klassement | Klassement |
| Pos.       | Coureur                      | Tijd       | Verschil   |
| ---------- | ---------------------------- | ---------- | ---------- |
| 1          | Marc Coma KTM                | 40:00      | -          |
| 2          | Cyril Despres KTM            | 41:15      | 1:15       |
| 3          | Jordi Viladoms KTM           | 41:17      | 1:17       |
| 4          | Francisco López Contardo KTM | 41:33      | 1:33       |
| 4          | David Casteu KTM             | 41:33      | 1:33       |
| 6          | Jaroslav Katriňák KTM        | 42:09      | 2:09       |
| 7          | David Frétigné Yamaha        | 42:18      | 2:18       |
| 8          | Jonah Street KTM             | 43:40      | 3:40       |
| 9          | Alain Duclos KTM             | 43:47      | 3:47       |
| 10         | Pål Anders Ullevålseter KTM  | 44:29      | 4:29       |

### Quads
| Etappe | Etappe                       | Etappe  | Etappe   |
| Pos.   | Coureur                      | Tijd    | Verschil |
| ------ | ---------------------------- | ------- | -------- |
| 1      | László Szabó Bombardier      | 51:43   | -        |
| 2      | Hubert Deltrieu Polaris      | 52:18   | 0:35     |
| 3      | Razvan Paul Irimescu Polaris | 52:47   | 1:04     |
| 4      | Christophe Declerck Yamaha   | 53:02   | 1:19     |
| 5      | David Poliensky Yamaha       | 53:54   | 2:11     |
| 6      | Norbert Nemeth Bombardier    | 54:36   | 2:53     |
| 7      | Martin Antal Polaris         | 58:35   | 6:52     |
| 8      | Eudalo Noe Tubau Honda       | 1:00:35 | 8:52     |
| 9      | Jean Claude Auert Can-Am     | 1:00:41 | 8:58     |
| 10     | Brice Auert Can-Am           | 1:01:08 | 9:25     |

| Klassement | Klassement                   | Klassement | Klassement |
| Pos.       | Coureur                      | Tijd       | Verschil   |
| ---------- | ---------------------------- | ---------- | ---------- |
| 1          | László Szabó Bombardier      | 51:43      | -          |
| 2          | Hubert Deltrieu Polaris      | 52:18      | 0:35       |
| 3          | Razvan Paul Irimescu Polaris | 52:47      | 1:04       |
| 4          | Christophe Declerck Yamaha   | 53:02      | 1:19       |
| 5          | David Poliensky Yamaha       | 53:54      | 2:11       |
| 6          | Norbert Nemeth Bombardier    | 54:36      | 2:53       |
| 7          | Martin Antal Polaris         | 58:35      | 6:52       |
| 8          | Eudalo Noe Tubau Honda       | 1:00:35    | 8:52       |
| 9          | Jean Claude Auert Can-Am     | 1:00:41    | 8:58       |
| 10         | Brice Auert Can-Am           | 1:01:08    | 9:25       |

### Auto's
| Etappe | Etappe                          | Etappe | Etappe   |
| Pos.   | Coureur                         | Tijd   | Verschil |
| ------ | ------------------------------- | ------ | -------- |
| 1      | Carlos Sainz Volkswagen         | 39:56  | -        |
| 2      | Robby Gordon Hummer             | 40:37  | 0:41     |
| 3      | Giniel De Villiers Volkswagen   | 40:52  | 0:56     |
| 4      | Stéphane Peterhansel Mitsubishi | 40:58  | 1:02     |
| 5      | Carlos Sousa Volkswagen         | 41:35  | 1:39     |
| 6      | Dieter Depping Volkswagen       | 42:08  | 2:12     |
| 7      | Luc Alphand Mitsubishi          | 42:17  | 2:21     |
| 7      | Nani Roma Cararach Mitsubishi   | 42:17  | 2:21     |
| 9      | Philippe Gache Buggy            | 42:32  | 2:36     |
| 10     | Hiroshi Masuoka Mitsubishi      | 42:51  | 2:55     |

| Klassement | Klassement                      | Klassement | Klassement |
| Pos.       | Coureur                         | Tijd       | Verschil   |
| ---------- | ------------------------------- | ---------- | ---------- |
| 1          | Carlos Sainz Volkswagen         | 39:56      | -          |
| 2          | Robby Gordon Hummer             | 40:37      | 0:41       |
| 3          | Giniel De Villiers Volkswagen   | 40:52      | 0:56       |
| 4          | Stéphane Peterhansel Mitsubishi | 40:58      | 1:02       |
| 5          | Carlos Sousa Volkswagen         | 41:35      | 1:39       |
| 6          | Dieter Depping Volkswagen       | 42:08      | 2:12       |
| 7          | Luc Alphand Mitsubishi          | 42:17      | 2:21       |
| 7          | Nani Roma Cararach Mitsubishi   | 42:17      | 2:21       |
| 9          | Philippe Gache Buggy            | 42:32      | 2:36       |
| 10         | Hiroshi Masuoka Mitsubishi      | 42:51      | 2:55       |

### Trucks
| Etappe | Etappe                   | Etappe | Etappe   |
| Pos.   | Coureur                  | Tijd   | Verschil |
| ------ | ------------------------ | ------ | -------- |
| 1      | Hans Stacey MAN          | 51:30  | -        |
| 2      | Aleš Loprais Tatra       | 51:55  | 0:25     |
| 3      | Marcel van Vliet GINAF   | 53:39  | 2:09     |
| 4      | Wulfert van Ginkel GINAF | 54:08  | 2:38     |
| 5      | André De Azevedo Tatra   | 57:55  | 6:25     |
| 6      | Pep Vila Roca Mercedes   | 58:01  | 6:31     |
| 7      | Frits van Eerd DAF       | 58:12  | 6:42     |
| 8      | Martin Macík Sr. Liaz    | 58:45  | 7:15     |
| 9      | Anne Kies GINAF          | 59:11  | 7:41     |
| 10     | Marco Dono Iveco         | 59:50  | 8:20     |

| Klassement | Klassement               | Klassement | Klassement |
| Pos.       | Coureur                  | Tijd       | Verschil   |
| ---------- | ------------------------ | ---------- | ---------- |
| 1          | Hans Stacey MAN          | 51:30      | -          |
| 2          | Aleš Loprais Tatra       | 51:55      | 0:25       |
| 3          | Marcel van Vliet GINAF   | 53:39      | 2:09       |
| 4          | Wulfert van Ginkel GINAF | 54:08      | 2:38       |
| 5          | André De Azevedo Tatra   | 57:55      | 6:25       |
| 6          | Pep Vila Roca Mercedes   | 58:01      | 6:31       |
| 7          | Frits van Eerd DAF       | 58:12      | 6:42       |
| 8          | Martin Macík Sr. Liaz    | 58:45      | 7:15       |
| 9          | Anne Kies GINAF          | 59:11      | 7:41       |
| 10         | Marco Dono Iveco         | 59:50      | 8:20       |

## Etappe 2: Baia Mare-Baia Mare
| Motoren | Quads | Auto's | Trucks | Totaal |
| ------- | ----- | ------ | ------ | ------ |
| 2       | 0     | 0      | 0      | 2      |

### Motoren
| Etappe | Etappe                       | Etappe  | Etappe   |
| Pos.   | Coureur                      | Tijd    | Verschil |
| ------ | ---------------------------- | ------- | -------- |
| 1      | David Casteu KTM             | 1:31:07 | -        |
| 2      | David Frétigné Yamaha        | 1:35:11 | 4:04     |
| 3      | Jonah Street KTM             | 1:35:33 | 4:26     |
| 4      | Francisco López Contardo KTM | 1:35:39 | 4:32     |
| 5      | José Manuel Pellicer Yamaha  | 1:35:42 | 4:35     |
| 6      | Jaroslav Katriňák KTM        | 1:36:04 | 4:57     |
| 7      | Pål Anders Ullevålseter KTM  | 1:36:17 | 5:10     |
| 8      | Alain Duclos KTM             | 1:36:25 | 5:18     |
| 9      | Emanuel Gyenes KTM           | 1:37:22 | 6:15     |
| 10     | Philippe Cottet KTM          | 1:38:12 | 7:05     |

| Klassement | Klassement                   | Klassement | Klassement |
| Pos.       | Coureur                      | Tijd       | Verschil   |
| ---------- | ---------------------------- | ---------- | ---------- |
| 1 3        | David Casteu KTM             | 2:12:40    | -          |
| 2 2        | Francisco López Contardo KTM | 2:17:12    | 4:32       |
| 3 4        | David Frétigné Yamaha        | 2:17:29    | 4:49       |
| 4 2        | Jaroslav Katriňák KTM        | 2:18:13    | 5:33       |
| 5 3        | Jonah Street KTM             | 2:19:13    | 6:33       |
| 6 3        | Alain Duclos KTM             | 2:20:12    | 7:32       |
| 7 4        | José Manuel Pellicer Yamaha  | 2:20:15    | 7:35       |
| 8 2        | Pål Anders Ullevålseter KTM  | 2:20:46    | 8:06       |
| 9 5        | Emanuel Gyenes KTM           | 2:22:29    | 9:49       |
| 10 6       | Philippe Cottet KTM          | 2:24:08    | 11:28      |

### Quads
| Etappe | Etappe                       | Etappe  | Etappe   |
| Pos.   | Coureur                      | Tijd    | Verschil |
| ------ | ---------------------------- | ------- | -------- |
| 1      | Razvan Paul Irimescu Polaris | 1:42:08 | -        |
| 2      | Hubert Deltrieu Polaris      | 1:47:33 | 5:25     |
| 3      | László Szabó Bombardier      | 1:53:43 | 11:35    |
| 4      | Martin Antal Polaris         | 1:55:09 | 13:01    |
| 5      | Tamas Meszoly Polaris        | 1:55:22 | 13:14    |
| 6      | Alain Multinu Polaris        | 1:59:31 | 17:23    |
| 7      | Brice Auert Can-Am           | 2:02:24 | 20:16    |
| 8      | Alexander Pauliner Yamaha    | 2:02:38 | 20:30    |
| 9      | Jean Claude Auert Can-Am     | 2:02:47 | 20:39    |
| 10     | Eudalo Noe Tubau Honda       | 2:03:52 | 21:44    |

| Klassement | Klassement                   | Klassement | Klassement |
| Pos.       | Coureur                      | Tijd       | Verschil   |
| ---------- | ---------------------------- | ---------- | ---------- |
| 1 2        | Razvan Paul Irimescu Polaris | 2:34:55    | -          |
| 2          | Hubert Deltrieu Polaris      | 2:39:51    | 4:56       |
| 3 2        | László Szabó Bombardier      | 2:45:26    | 10:31      |
| 4 3        | Martin Antal Polaris         | 2:53:44    | 18:49      |
| 5 4        | Jean Claude Auert Can-Am     | 3:03:28    | 28:33      |
| 6 4        | Brice Auert Can-Am           | 3:03:32    | 28:37      |
| 7 1        | Eudalo Noe Tubau Honda       | 3:04:27    | 29:32      |
| 8 4        | Alain Multinu Polaris        | 3:05:44    | 30:49      |
| 9 2        | Alexander Pauliner Yamaha    | 3:07:14    | 32:19      |
| 10 6       | Christophe Declerck Yamaha   | 3:09:14    | 34:19      |

### Auto's
| Etappe | Etappe                          | Etappe  | Etappe   |
| Pos.   | Coureur                         | Tijd    | Verschil |
| ------ | ------------------------------- | ------- | -------- |
| 1      | Dieter Depping Volkswagen       | 1:24:25 | -        |
| 2      | Nasser Saleh Al-Attiyah BMW     | 1:25:00 | 0:35     |
| 3      | Stéphane Peterhansel Mitsubishi | 1:25:06 | 0:41     |
| 4      | Luc Alphand Mitsubishi          | 1:25:18 | 0:53     |
| 5      | Nani Roma Cararach Mitsubishi   | 1:26:29 | 2:04     |
| 6      | Carlos Sainz Volkswagen         | 1:26:30 | 2:05     |
| 7      | Hiroshi Masuoka Mitsubishi      | 1:28:40 | 4:15     |
| 8      | Bruno Saby BMW                  | 1:29:09 | 4:44     |
| 9      | Carlos Sousa Volkswagen         | 1:29:19 | 4:54     |
| 10     | Robby Gordon Hummer             | 1:29:19 | 5:05     |

| Klassement | Klassement                      | Klassement | Klassement |
| Pos.       | Coureur                         | Tijd       | Verschil   |
| ---------- | ------------------------------- | ---------- | ---------- |
| 1 3        | Stéphane Peterhansel Mitsubishi | 2:06:04    | -          |
| 2 1        | Carlos Sainz Volkswagen         | 2:06:26    | 0:22       |
| 3 3        | Dieter Depping Volkswagen       | 2:06:33    | 0:29       |
| 4 3        | Luc Alphand Mitsubishi          | 2:07:35    | 1:31       |
| 5 2        | Nani Roma Cararach Mitsubishi   | 2:08:46    | 2:42       |
| 6 7        | Nasser Saleh Al-Attiyah BMW     | 2:09:15    | 3:11       |
| 7 5        | Robby Gordon Hummer             | 2:10:07    | 4:03       |
| 8 3        | Carlos Sousa Volkswagen         | 2:10:54    | 4:50       |
| 9 6        | Giniel De Villiers Volkswagen   | 2:11:18    | 5:14       |
| 10         | Hiroshi Masuoka Mitsubishi      | 2:11:31    | 5:27       |

### Trucks
| Etappe | Etappe                   | Etappe  | Etappe   |
| Pos.   | Coureur                  | Tijd    | Verschil |
| ------ | ------------------------ | ------- | -------- |
| 1      | Hans Stacey MAN          | 1:50:09 | -        |
| 2      | Franz Echter MAN         | 1:54:09 | 4:00     |
| 3      | Marek Spáčil Liaz        | 1:57:01 | 6:52     |
| 4      | Martin Macík Sr. Liaz    | 1:57:09 | 7:00     |
| 5      | Frits van Eerd DAF       | 2:00:24 | 10:15    |
| 6      | Wulfert van Ginkel GINAF | 2:00:50 | 10:41    |
| 7      | Zoltán Szaller MAN       | 2:05:13 | 15:04    |
| 8      | Lars Krämer MAN          | 2:05:29 | 15:20    |
| 9      | Darázsi Zsolt MAN        | 2:05:37 | 15:28    |
| 10     | Rob Vink GINAF           | 2:07:06 | 16:57    |

| Klassement | Klassement               | Klassement | Klassement |
| Pos.       | Coureur                  | Tijd       | Verschil   |
| ---------- | ------------------------ | ---------- | ---------- |
| 1          | Hans Stacey MAN          | 2:41:39    | -          |
| 2 9        | Franz Echter MAN         | 2:54:15    | 12:36      |
| 3 1        | Wulfert van Ginkel GINAF | 2:54:58    | 13:19      |
| 4 4        | Martin Macík Sr. Liaz    | 2:55:54    | 14:15      |
| 5 2        | Frits van Eerd DAF       | 2:58:36    | 16:57      |
| 6 14       | Marek Spáčil Liaz        | 3:03:51    | 22:12      |
| 7 7        | Lars Krämer MAN          | 3:09:34    | 27:55      |
| 8 8        | Darázsi Zsolt MAN        | 3:09:58    | 28:19      |
| 9 6        | Rob Vink GINAF           | 3:11:23    | 29:44      |
| 10 8       | Aleš Loprais Tatra       | 3:13:14    | 31:35      |

## Etappe 3: Baia Mare-Debrecen
| Motoren | Quads | Auto's | Trucks | Totaal |
| ------- | ----- | ------ | ------ | ------ |
| 2       | 0     | 11     | 0      | 13     |

Vanwege het slechte weer werd door de organisatie besloten om het laatste deel van etappe 3 te neutraliseren, wat invloed had op de tijden in het algemene klassement.

### Motoren
| Etappe | Etappe                       | Etappe  | Etappe   |
| Pos.   | Coureur                      | Tijd    | Verschil |
| ------ | ---------------------------- | ------- | -------- |
| 1      | Jaroslav Katriňák KTM        | 1:32:19 | -        |
| 2      | Cyril Despres KTM            | 1:32:56 | 0:37     |
| 3      | David Casteu KTM             | 1:34:00 | 1:41     |
| 4      | Francisco López Contardo KTM | 1:34:30 | 2:11     |
| 5      | José Manuel Pellicer Yamaha  | 1:34:39 | 2:20     |
| 6      | Alain Duclos KTM             | 1:34:59 | 2:40     |
| 7      | Ruben Faria Honda            | 1:35:11 | 2:52     |
| 8      | David Frétigné Yamaha        | 1:36:09 | 3:50     |
| 9      | Pål Anders Ullevålseter KTM  | 1:37:05 | 4:46     |
| 10     | Jordi Viladoms KTM           | 1:37:34 | 5:15     |

| Klassement | Klassement                   | Klassement | Klassement |
| Pos.       | Coureur                      | Tijd       | Verschil   |
| ---------- | ---------------------------- | ---------- | ---------- |
| 1          | David Casteu KTM             | 3:46:40    | -          |
| 2 2        | Jaroslav Katriňák KTM        | 3:50:32    | 3:52       |
| 3 1        | Francisco López Contardo KTM | 3:51:42    | 5:02       |
| 4 1        | David Frétigné Yamaha        | 3:53:38    | 6:58       |
| 5 2        | José Manuel Pellicer Yamaha  | 3:54:54    | 8:14       |
| 6          | Alain Duclos KTM             | 3:55:11    | 8:31       |
| 7 2        | Jonah Street KTM             | 3:57:39    | 10:59      |
| 8          | Pål Anders Ullevålseter KTM  | 3:57:51    | 11:11      |
| 9          | Emanuel Gyenes KTM           | 4:00:31    | 13:51      |
| 10 4       | Cyril Despres KTM            | 4:00:32    | 13:52      |

### Quads
| Etappe | Etappe                       | Etappe  | Etappe   |
| Pos.   | Coureur                      | Tijd    | Verschil |
| ------ | ---------------------------- | ------- | -------- |
| 1      | Razvan Paul Irimescu Polaris | 1:38:10 | -        |
| 2      | Hubert Deltrieu Polaris      | 1:38:51 | 0:41     |
| 3      | Josef Macháček Yamaha        | 1:48:09 | 9:59     |
| 4      | Christophe Declerck Yamaha   | 1:48:38 | 10:28    |
| 5      | Martin Antal Polaris         | 1:51:48 | 13:38    |
| 6      | Brice Auert Can-Am           | 1:55:12 | 17:02    |
| 7      | Alain Multinu Polaris        | 1:56:03 | 17:53    |
| 8      | Eudalo Noe Tubau Honda       | 1:59:56 | 21:46    |
| 9      | Norbert Nemeth Bombardier    | 2:00:31 | 22:21    |
| 10     | Tamas Meszoly Polaris        | 2:02:21 | 24:11    |

| Klassement | Klassement                   | Klassement | Klassement |
| Pos.       | Coureur                      | Tijd       | Verschil   |
| ---------- | ---------------------------- | ---------- | ---------- |
| 1          | Razvan Paul Irimescu Polaris | 4:13:05    | -          |
| 2          | Hubert Deltrieu Polaris      | 4:18:42    | 5:37       |
| 3 1        | Martin Antal Polaris         | 4:45:32    | 32:27      |
| 4 6        | Christophe Declerck Yamaha   | 4:57:52    | 44:47      |
| 5 1        | Brice Auert Can-Am           | 4:58:44    | 45:39      |
| 6 2        | Alain Multinu Polaris        | 5:01:47    | 48:42      |
| 7          | Eudalo Noe Tubau Honda       | 5:04:23    | 51:18      |
| 8 3        | Jean Claude Auert Can-Am     | 5:31:24    | 1:18:19    |
| 9          | Alexander Pauliner Yamaha    | 5:36:52    | 1:23:47    |
| 10 2       | Camélia Liparoti Polaris     | 5:40:33    | 1:27:28    |

### Auto's
| Etappe | Etappe                          | Etappe  | Etappe   |
| Pos.   | Coureur                         | Tijd    | Verschil |
| ------ | ------------------------------- | ------- | -------- |
| 1      | Giniel De Villiers Volkswagen   | 1:22:42 | -        |
| 2      | Stéphane Peterhansel Mitsubishi | 1:23:43 | 1:01     |
| 3      | Nani Roma Cararach Mitsubishi   | 1:24:37 | 1:55     |
| 4      | Robby Gordon Hummer             | 1:25:13 | 2:31     |
| 5      | Luc Alphand Mitsubishi          | 1:25:18 | 2:36     |
| 6      | Dieter Depping Volkswagen       | 1:25:22 | 2:40     |
| 7      | Nasser Saleh Al-Attiyah BMW     | 1:27:59 | 5:17     |
| 8      | Carlos Sainz Volkswagen         | 1:31:13 | 8:31     |
| 9      | Carlos Sousa Volkswagen         | 1:31:23 | 8:41     |
| 10     | Philippe Gache Buggy            | 1:33:11 | 10:29    |

| Klassement | Klassement                      | Klassement | Klassement |
| Pos.       | Coureur                         | Tijd       | Verschil   |
| ---------- | ------------------------------- | ---------- | ---------- |
| 1          | Stéphane Peterhansel Mitsubishi | 3:29:47    | -          |
| 2 1        | Dieter Depping Volkswagen       | 3:31:55    | 2:08       |
| 3 1        | Luc Alphand Mitsubishi          | 3:32:53    | 3:06       |
| 4 1        | Nani Roma Cararach Mitsubishi   | 3:33:23    | 3:36       |
| 5 4        | Giniel De Villiers Volkswagen   | 3:34:00    | 4:13       |
| 6 1        | Robby Gordon Hummer             | 3:35:20    | 5:33       |
| 7 1        | Nasser Saleh Al-Attiyah BMW     | 3:37:14    | 7:27       |
| 8 6        | Carlos Sainz Volkswagen         | 3:37:39    | 7:52       |
| 9 1        | Carlos Sousa Volkswagen         | 3:42:17    | 12:30      |
| 10 1       | Bruno Saby BMW                  | 3:49:04    | 19:17      |

### Trucks
| Etappe | Etappe                   | Etappe | Etappe   |
| Pos.   | Coureur                  | Tijd   | Verschil |
| ------ | ------------------------ | ------ | -------- |
| 1      | Aleš Loprais Tatra       | 33:03  | -        |
| 2      | Hans Stacey MAN          | 33:14  | 0:11     |
| 3      | Wulfert van Ginkel GINAF | 33:30  | 0:27     |
| 4      | Martin Macík Sr. Liaz    | 34:16  | 1:13     |
| 5      | Marek Spáčil Liaz        | 34:39  | 1:36     |
| 6      | Marco Dono Iveco         | 34:59  | 1:56     |
| 7      | Pep Vila Roca Mercedes   | 35:19  | 2:16     |
| 8      | Marcel van Vliet GINAF   | 35:22  | 2:19     |
| 9      | Franz Echter MAN         | 35:30  | 2:27     |
| 10     | André De Azevedo Tatra   | 35:34  | 2:31     |

| Klassement | Klassement               | Klassement | Klassement |
| Pos.       | Coureur                  | Tijd       | Verschil   |
| ---------- | ------------------------ | ---------- | ---------- |
| 1          | Hans Stacey MAN          | 3:14:53    | -          |
| 2 1        | Wulfert van Ginkel GINAF | 3:28:28    | 13:35      |
| 3 1        | Franz Echter MAN         | 3:29:45    | 14:52      |
| 4          | Martin Macík Sr. Liaz    | 3:30:10    | 15:17      |
| 5          | Frits van Eerd DAF       | 3:37:24    | 22:31      |
| 6          | Marek Spáčil Liaz        | 3:38:30    | 23:37      |
| 7 3        | Aleš Loprais Tatra       | 3:46:17    | 31:24      |
| 8          | Darázsi Zsolt MAN        | 3:46:59    | 32:06      |
| 9 2        | Lars Krämer MAN          | 3:47:03    | 32:10      |
| 10 1       | Rob Vink GINAF           | 3:48:13    | 33:20      |

## Etappe 4: Debrecen-Veszprém
| Motoren | Quads | Auto's | Trucks | Totaal |
| ------- | ----- | ------ | ------ | ------ |
| 4       | 1     | 1      | 2      | 8      |

### Motoren
| Etappe | Etappe                       | Etappe  | Etappe   |
| Pos.   | Coureur                      | Tijd    | Verschil |
| ------ | ---------------------------- | ------- | -------- |
| 1      | Cyril Despres KTM            | 1:43:06 | -        |
| 2      | Francisco López Contardo KTM | 1:44:09 | 1:03     |
| 3      | David Casteu KTM             | 1:45:48 | 2:42     |
| 4      | Jordi Viladoms KTM           | 1:48:33 | 5:27     |
| 5      | Alain Duclos KTM             | 1:48:52 | 5:46     |
| 6      | José Manuel Pellicer Yamaha  | 1:51:25 | 8:19     |
| 7      | Jānis Vinters KTM            | 1:52:42 | 9:36     |
| 8      | Gabor Saghmeister KTM        | 1:55:31 | 12:25    |
| 9      | Einārs Vinters KTM           | 1:55:46 | 12:40    |
| 10     | Rob Verstegen KTM            | 1:56:07 | 13:01    |

| Klassement | Klassement                   | Klassement | Klassement |
| Pos.       | Coureur                      | Tijd       | Verschil   |
| ---------- | ---------------------------- | ---------- | ---------- |
| 1          | David Casteu KTM             | 5:32:28    | -          |
| 2 1        | Francisco López Contardo KTM | 5:35:51    | 3:23       |
| 3 7        | Cyril Despres KTM            | 5:43:38    | 11:10      |
| 4 2        | Alain Duclos KTM             | 5:44:03    | 11:35      |
| 5          | José Manuel Pellicer Yamaha  | 5:46:19    | 13:51      |
| 6 6        | Jordi Viladoms KTM           | 5:52:37    | 20:09      |
| 7 9        | Jānis Vinters KTM            | 6:02:38    | 30:10      |
| 8          | Pål Anders Ullevålseter KTM  | 6:03:02    | 30:34      |
| 9 9        | Einārs Vinters KTM           | 6:10:13    | 37:45      |
| 10 7       | David Pabiška KTM            | 6:11:44    | 39:16      |

### Quads
| Etappe | Etappe                     | Etappe  | Etappe   |
| Pos.   | Coureur                    | Tijd    | Verschil |
| ------ | -------------------------- | ------- | -------- |
| 1      | Hubert Deltrieu Polaris    | 2:04:46 | -        |
| 2      | Christophe Declerck Yamaha | 2:10:51 | 6:05     |
| 3      | Tamas Meszoly Polaris      | 2:12:46 | 8:00     |
| 4      | Brice Auert Can-Am         | 2:15:08 | 10:22    |
| 5      | Miroslav Abraham Suzuki    | 2:17:26 | 12:40    |
| 6      | Jean Claude Auert Can-Am   | 2:23:11 | 18:25    |
| 7      | Philippe Herbe Yamaha      | 2:23:21 | 18:35    |
| 8      | Alain Multinu Polaris      | 2:32:08 | 27:22    |
| 9      | Eudalo Noe Tubau Honda     | 2:35:05 | 30:19    |
| 10     | Martin Antal Polaris       | 3:15:28 | 1:10:42  |

| Klassement | Klassement                 | Klassement | Klassement |
| Pos.       | Coureur                    | Tijd       | Verschil   |
| ---------- | -------------------------- | ---------- | ---------- |
| 1 1        | Hubert Deltrieu Polaris    | 6:23:28    | -          |
| 2 2        | Christophe Declerck Yamaha | 7:08:43    | 45:15      |
| 3 2        | Brice Auert Can-Am         | 7:13:52    | 50:24      |
| 4 1        | Martin Antal Polaris       | 7:26:00    | 1:02:32    |
| 5 1        | Alain Multinu Polaris      | 7:33:55    | 1:10:27    |
| 6 1        | Eudalo Noe Tubau Honda     | 7:39:28    | 1:16:00    |
| 7 1        | Jean Claude Auert Can-Am   | 7:54:35    | 1:31:07    |
| 8 3        | Philippe Herbe Yamaha      | 8:16:41    | 1:53:13    |
| 9          | Alexander Pauliner Yamaha  | 8:30:34    | 2:07:06    |
| 10 5       | Tamas Meszoly Polaris      | 9:10:29    | 2:47:01    |

### Auto's
| Etappe | Etappe                          | Etappe  | Etappe   |
| Pos.   | Coureur                         | Tijd    | Verschil |
| ------ | ------------------------------- | ------- | -------- |
| 1      | Carlos Sainz Volkswagen         | 1:36:50 | -        |
| 2      | Nasser Saleh Al-Attiyah BMW     | 1:36:56 | 0:06     |
| 3      | Giniel De Villiers Volkswagen   | 1:38:19 | 1:29     |
| 4      | Dieter Depping Volkswagen       | 1:40:41 | 3:51     |
| 4      | Robert BJ Baldwin Hummer        | 1:40:41 | 3:51     |
| 6      | Stéphane Peterhansel Mitsubishi | 1:40:48 | 3:58     |
| 7      | Guerlain Chicherit BMW          | 1:41:41 | 4:51     |
| 8      | Nani Roma Cararach Mitsubishi   | 1:42:05 | 5:15     |
| 9      | Luc Alphand Mitsubishi          | 1:42:06 | 5:16     |
| 10     | Robby Gordon Hummer             | 1:42:20 | 5:30     |

| Klassement | Klassement                      | Klassement | Klassement |
| Pos.       | Coureur                         | Tijd       | Verschil   |
| ---------- | ------------------------------- | ---------- | ---------- |
| 1          | Stéphane Peterhansel Mitsubishi | 5:10:35    | -          |
| 2 3        | Giniel De Villiers Volkswagen   | 5:12:19    | 1:44       |
| 3 1        | Dieter Depping Volkswagen       | 5:12:36    | 2:01       |
| 4 3        | Nasser Saleh Al-Attiyah BMW     | 5:14:10    | 3:35       |
| 5 3        | Carlos Sainz Volkswagen         | 5:14:29    | 3:54       |
| 6 3        | Luc Alphand Mitsubishi          | 5:14:59    | 4:24       |
| 7 3        | Nani Roma Cararach Mitsubishi   | 5:15:28    | 4:53       |
| 8 2        | Robby Gordon Hummer             | 5:17:40    | 7:05       |
| 9          | Carlos Sousa Volkswagen         | 5:28:03    | 17:28      |
| 10         | Bruno Saby BMW                  | 5:36:22    | 25:47      |

### Trucks
| Etappe | Etappe                   | Etappe  | Etappe   |
| Pos.   | Coureur                  | Tijd    | Verschil |
| ------ | ------------------------ | ------- | -------- |
| 1      | Hans Stacey MAN          | 2:04:48 | -        |
| 2      | Wulfert van Ginkel GINAF | 2:07:47 | 2:59     |
| 3      | Aleš Loprais Tatra       | 2:11:01 | 6:13     |
| 4      | Frits van Eerd DAF       | 2:13:08 | 8:20     |
| 5      | Marcel van Vliet GINAF   | 2:15:45 | 10:57    |
| 6      | Pep Vila Roca Mercedes   | 2:19:10 | 14:22    |
| 7      | Marek Spáčil Liaz        | 2:19:18 | 14:30    |
| 8      | Marco Dono Iveco         | 2:20:00 | 15:12    |
| 9      | André De Azevedo Tatra   | 2:20:57 | 16:09    |
| 10     | Zoltán Szaller MAN       | 2:21:25 | 16:37    |

| Klassement | Klassement               | Klassement | Klassement |
| Pos.       | Coureur                  | Tijd       | Verschil   |
| ---------- | ------------------------ | ---------- | ---------- |
| 1          | Hans Stacey MAN          | 5:19:41    | -          |
| 2          | Wulfert van Ginkel GINAF | 5:36:15    | 16:34      |
| 3 2        | Frits van Eerd DAF       | 5:50:32    | 30:51      |
| 4 1        | Franz Echter MAN         | 5:56:17    | 36:36      |
| 5 1        | Martin Macík Sr. Liaz    | 5:56:47    | 37:06      |
| 6 1        | Aleš Loprais Tatra       | 5:57:18    | 37:37      |
| 7 1        | Marek Spáčil Liaz        | 5:57:48    | 38:07      |
| 8 6        | Marco Dono Iveco         | 6:14:27    | 54:46      |
| 9          | Lars Krämer MAN          | 6:15:38    | 55:57      |
| 10 1       | Paul Verheyden DAF       | 6:18:21    | 58:40      |

## Etappe 5: Veszprém-Veszprém
| Motoren | Quads | Auto's | Trucks | Totaal |
| ------- | ----- | ------ | ------ | ------ |
| 6       | 1     | 8      | 2      | 17     |

### Motoren
| Etappe | Etappe                       | Etappe  | Etappe   |
| Pos.   | Coureur                      | Tijd    | Verschil |
| ------ | ---------------------------- | ------- | -------- |
| 1      | David Casteu KTM             | 2:31:53 | -        |
| 2      | Francisco López Contardo KTM | 2:33:09 | 1:16     |
| 3      | José Manuel Pellicer Yamaha  | 2:34:55 | 3:02     |
| 4      | Jonah Street KTM             | 2:35:04 | 3:11     |
| 5      | Jordi Viladoms KTM           | 2:35:20 | 3:27     |
| 6      | Alain Duclos KTM             | 2:35:27 | 3:34     |
| 7      | Cyril Despres KTM            | 2:36:54 | 5:01     |
| 8      | Pål Anders Ullevålseter KTM  | 2:38:34 | 6:41     |
| 9      | Jānis Vinters KTM            | 2:38:57 | 7:04     |
| 10     | Emanuel Gyenes KTM           | 2:41:56 | 10:03    |

| Klassement | Klassement                   | Klassement | Klassement |
| Pos.       | Coureur                      | Tijd       | Verschil   |
| ---------- | ---------------------------- | ---------- | ---------- |
| 1          | David Casteu KTM             | 8:04:21    | -          |
| 2          | Francisco López Contardo KTM | 8:09:00    | 4:39       |
| 3          | Alain Duclos KTM             | 8:19:30    | 15:09      |
| 4 1        | Cyril Despres KTM            | 8:20:32    | 16:11      |
| 5 1        | José Manuel Pellicer Yamaha  | 8:21:14    | 16:53      |
| 6          | Jordi Viladoms KTM           | 8:27:57    | 23:36      |
| 7          | Jānis Vinters KTM            | 8:41:35    | 37:14      |
| 8          | Pål Anders Ullevålseter KTM  | 8:41:36    | 37:15      |
| 9 1        | David Pabiška KTM            | 8:54:39    | 50:18      |
| 10 4       | Jonah Street KTM             | 8:55:22    | 51:01      |

### Quads
| Etappe | Etappe                     | Etappe  | Etappe   |
| Pos.   | Coureur                    | Tijd    | Verschil |
| ------ | -------------------------- | ------- | -------- |
| 1      | Norbert Nemeth Bombardier  | 2:56:45 | -        |
| 2      | Christophe Declerck Yamaha | 2:57:40 | 0:55     |
| 3      | Hubert Deltrieu Polaris    | 2:59:29 | 2:44     |
| 4      | Martin Antal Polaris       | 3:02:58 | 6:13     |
| 5      | Tamas Meszoly Polaris      | 3:06:27 | 9:42     |
| 6      | László Szabó Bombardier    | 3:06:38 | 9:53     |
| 7      | Brice Auert Can-Am         | 3:10:41 | 13:56    |
| 8      | Alain Multinu Polaris      | 3:20:36 | 23:51    |
| 9      | Stefan Petergac Polaris    | 3:21:18 | 24:33    |
| 10     | Miroslav Abraham Suzuki    | 3:22:27 | 25:42    |

| Klassement | Klassement                 | Klassement | Klassement |
| Pos.       | Coureur                    | Tijd       | Verschil   |
| ---------- | -------------------------- | ---------- | ---------- |
| 1          | Hubert Deltrieu Polaris    | 9:22:57    | -          |
| 2          | Christophe Declerck Yamaha | 10:06:23   | 43:26      |
| 3          | Brice Auert Can-Am         | 10:24:33   | 1:01:36    |
| 4          | Martin Antal Polaris       | 10:28:58   | 1:06:41    |
| 5          | Alain Multinu Polaris      | 10:54:31   | 1:31:34    |
| 6          | Eudalo Noe Tubau Honda     | 11:15:46   | 1:52:49    |
| 7          | Jean Claude Auert Can-Am   | 11:17:16   | 1:54:19    |
| 8          | Philippe Herbe Yamaha      | 11:39:35   | 2:16:38    |
| 9          | Alexander Pauliner Yamaha  | 11:54:39   | 2:31:42    |
| 10         | Tamas Meszoly Polaris      | 12:16:56   | 2:53:59    |

### Auto's
| Etappe | Etappe                          | Etappe  | Etappe   |
| Pos.   | Coureur                         | Tijd    | Verschil |
| ------ | ------------------------------- | ------- | -------- |
| 1      | Carlos Sainz Volkswagen         | 2:15:46 | -        |
| 2      | Nani Roma Cararach Mitsubishi   | 2:17:03 | 1:17     |
| 3      | Luc Alphand Mitsubishi          | 2:18:02 | 2:16     |
| 4      | Stéphane Peterhansel Mitsubishi | 2:19:18 | 3:32     |
| 5      | Dieter Depping Volkswagen       | 2:20:24 | 4:38     |
| 6      | Guerlain Chicherit BMW          | 2:20:50 | 5:04     |
| 7      | Robert BJ Baldwin Hummer        | 2:22:07 | 6:21     |
| 8      | Carlos Sousa Volkswagen         | 2:23:01 | 7:15     |
| 9      | Bruno Saby BMW                  | 2:24:43 | 8:57     |
| 10     | Philippe Gache Buggy            | 2:27:13 | 11:27    |

| Klassement | Klassement                      | Klassement | Klassement |
| Pos.       | Coureur                         | Tijd       | Verschil   |
| ---------- | ------------------------------- | ---------- | ---------- |
| 1          | Stéphane Peterhansel Mitsubishi | 7:29:53    | -          |
| 2 3        | Carlos Sainz Volkswagen         | 7:30:15    | 0:22       |
| 3 4        | Nani Roma Cararach Mitsubishi   | 7:32:31    | 2:38       |
| 4 1        | Dieter Depping Volkswagen       | 7:33:00    | 3:07       |
| 5 1        | Luc Alphand Mitsubishi          | 7:33:01    | 3:08       |
| 6 3        | Carlos Sousa Volkswagen         | 7:51:04    | 21:11      |
| 7 3        | Bruno Saby BMW                  | 8:01:05    | 31:12      |
| 8 4        | Philippe Gache Buggy            | 8:14:11    | 44:18      |
| 9 2        | Miroslav Zapletal Mitsubishi    | 8:14:36    | 44:43      |
| 10 5       | Robert BJ Baldwin Hummer        | 8:19:47    | 49:54      |

### Trucks
| Etappe | Etappe                   | Etappe  | Etappe   |
| Pos.   | Coureur                  | Tijd    | Verschil |
| ------ | ------------------------ | ------- | -------- |
| 1      | Hans Stacey MAN          | 2:07:43 | -        |
| 2      | Aleš Loprais Tatra       | 2:12:41 | 4:58     |
| 3      | Wulfert van Ginkel GINAF | 2:15:02 | 7:19     |
| 4      | Marcel van Vliet GINAF   | 2:15:06 | 7:23     |
| 5      | Pep Vila Roca Mercedes   | 2:16:32 | 8:49     |
| 6      | Franz Echter MAN         | 2:21:31 | 13:48    |
| 7      | Rob Vink GINAF           | 2:23:06 | 15:23    |
| 7      | Geert Verhoeven MAN      | 2:23:06 | 15:23    |
| 9      | André De Azevedo Tatra   | 2:23:30 | 15:47    |
| 10     | Zoltán Szaller MAN       | 2:24:26 | 16:43    |

| Klassement | Klassement               | Klassement | Klassement |
| Pos.       | Coureur                  | Tijd       | Verschil   |
| ---------- | ------------------------ | ---------- | ---------- |
| 1          | Hans Stacey MAN          | 7:27:24    | -          |
| 2          | Wulfert van Ginkel GINAF | 7:51:17    | 23:53      |
| 3 3        | Aleš Loprais Tatra       | 8:09:59    | 42:35      |
| 4          | Franz Echter MAN         | 8:17:48    | 50:24      |
| 5 6        | Pep Vila Roca Mercedes   | 8:34:54    | 1:07:30    |
| 6 2        | Marco Dono Iveco         | 8:39:36    | 1:12:12    |
| 7          | Marek Spáčil Liaz        | 8:39:50    | 1:12:26    |
| 8 4        | Geert Verhoeven MAN      | 8:43:48    | 1:16:24    |
| 9 6        | Rob Vink GINAF           | 8:47:49    | 1:20:25    |
| 10         | Paul Verheyden DAF       | 8:50:43    | 1:23:19    |

## Etappe 6: Veszprém-Veszprém
| Motoren | Quads | Auto's | Trucks | Totaal |
| ------- | ----- | ------ | ------ | ------ |
| 6       | 1     | 8      | 2      | 17     |

### Motoren
| Etappe | Etappe                       | Etappe  | Etappe   |
| Pos.   | Coureur                      | Tijd    | Verschil |
| ------ | ---------------------------- | ------- | -------- |
| 1      | Cyril Despres KTM            | 2:23:16 | -        |
| 2      | Jaroslav Katriňák KTM        | 2:25:07 | 1:51     |
| 3      | Alain Duclos KTM             | 2:26:15 | 2:59     |
| 4      | Francisco López Contardo KTM | 2:27:05 | 3:49     |
| 5      | David Casteu KTM             | 2:27:16 | 4:00     |
| 6      | Ruben Faria Honda            | 2:28:08 | 4:52     |
| 7      | José Manuel Pellicer Yamaha  | 2:28:12 | 4:56     |
| 8      | Jonah Street KTM             | 2:29:20 | 6:04     |
| 9      | Jordi Viladoms KTM           | 2:29:35 | 6:19     |
| 10     | Pål Anders Ullevålseter KTM  | 2:31:04 | 7:48     |

| Klassement | Klassement                   | Klassement | Klassement |
| Pos.       | Coureur                      | Tijd       | Verschil   |
| ---------- | ---------------------------- | ---------- | ---------- |
| 1          | David Casteu KTM             | 10:31:37   | -          |
| 2          | Francisco López Contardo KTM | 10:36:05   | 4:28       |
| 3 1        | Cyril Despres KTM            | 10:43:48   | 12:11      |
| 4 1        | Alain Duclos KTM             | 10:45:45   | 14:08      |
| 5          | José Manuel Pellicer Yamaha  | 10:49:26   | 17:49      |
| 6          | Jordi Viladoms KTM           | 10:57:32   | 25:55      |
| 7 1        | Pål Anders Ullevålseter KTM  | 11:12:40   | 41:03      |
| 8 1        | Jānis Vinters KTM            | 11:17:53   | 46:16      |
| 9 1        | Jonah Street KTM             | 11:24:42   | 53:05      |
| 10 1       | David Pabiška KTM            | 11:30:42   | 59:05      |

### Quads
| Etappe | Etappe                       | Etappe  | Etappe   |
| Pos.   | Coureur                      | Tijd    | Verschil |
| ------ | ---------------------------- | ------- | -------- |
| 1      | Hubert Deltrieu Polaris      | 2:49:30 | -        |
| 2      | Christophe Declerck Yamaha   | 2:50:02 | 0:32     |
| 3      | László Szabó Bombardier      | 2:53:02 | 3:32     |
| 4      | Martin Antal Polaris         | 2:54:09 | 4:39     |
| 5      | Tamas Meszoly Polaris        | 2:59:51 | 10:21    |
| 6      | Razvan Paul Irimescu Polaris | 3:02:08 | 12:38    |
| 7      | Alexander Pauliner Yamaha    | 3:09:15 | 19:45    |
| 8      | Alain Multinu Polaris        | 3:12:03 | 22:33    |
| 9      | Camélia Liparoti Polaris     | 3:24:32 | 35:02    |
| 10     | Jean Claude Auert Can-Am     | 3:29:50 | 40:20    |

| Klassement | Klassement                 | Klassement | Klassement |
| Pos.       | Coureur                    | Tijd       | Verschil   |
| ---------- | -------------------------- | ---------- | ---------- |
| 1          | Hubert Deltrieu Polaris    | 12:12:27   | -          |
| 2          | Christophe Declerck Yamaha | 12:56:25   | 43:58      |
| 3 1        | Martin Antal Polaris       | 13:23:07   | 1:10:40    |
| 4 1        | Alain Multinu Polaris      | 14:06:34   | 1:54:07    |
| 5 2        | Jean Claude Auert Can-Am   | 14:47:06   | 2:34:39    |
| 6 3        | Alexander Pauliner Yamaha  | 15:03:54   | 2:51:27    |
| 7 3        | Tamas Meszoly Polaris      | 15:16:47   | 3:04:20    |
| 8 2        | Eudalo Noe Tubau Honda     | 15:23:41   | 3:11:14    |
| 9 2        | László Szabó Bombardier    | 15:31:37   | 3:19:10    |
| 10 3       | Camélia Liparoti Polaris   | 16:07:02   | 3:54:35    |

### Auto's
| Etappe | Etappe                          | Etappe  | Etappe   |
| Pos.   | Coureur                         | Tijd    | Verschil |
| ------ | ------------------------------- | ------- | -------- |
| 1      | Carlos Sainz Volkswagen         | 2:10:22 | -        |
| 2      | Stéphane Peterhansel Mitsubishi | 2:11:02 | 0:40     |
| 3      | Robby Gordon Hummer             | 2:13:24 | 3:02     |
| 4      | Dieter Depping Volkswagen       | 2:13:44 | 3:22     |
| 5      | Luc Alphand Mitsubishi          | 2:13:50 | 3:28     |
| 6      | Robert BJ Baldwin Hummer        | 2:14:01 | 3:39     |
| 7      | Guerlain Chicherit BMW          | 2:16:08 | 5:46     |
| 8      | Carlos Sousa Volkswagen         | 2:18:50 | 8:28     |
| 9      | Bruno Saby BMW                  | 2:19:48 | 9:26     |
| 10     | Philippe Gache Buggy            | 2:23:51 | 13:29    |

| Klassement | Klassement                      | Klassement | Klassement |
| Pos.       | Coureur                         | Tijd       | Verschil   |
| ---------- | ------------------------------- | ---------- | ---------- |
| 1 1        | Carlos Sainz Volkswagen         | 9:40:37    | -          |
| 2 1        | Stéphane Peterhansel Mitsubishi | 9:40:55    | 0:18       |
| 3 1        | Dieter Depping Volkswagen       | 9:46:44    | 6:07       |
| 4 1        | Luc Alphand Mitsubishi          | 9:46:51    | 6:14       |
| 5 1        | Carlos Sousa Volkswagen         | 10:09:54   | 29:17      |
| 6 1        | Bruno Saby BMW                  | 10:20:53   | 40:16      |
| 7 3        | Robert BJ Baldwin Hummer        | 10:33:48   | 53:11      |
| 8          | Philippe Gache Buggy            | 10:38:02   | 57:25      |
| 9          | Miroslav Zapletal Mitsubishi    | 10:41:11   | 1:00:34    |
| 10 1       | Tonnie van Deijne Mitsubishi    | 11:01:07   | 1:20:30    |

### Trucks
| Etappe | Etappe                   | Etappe  | Etappe   |
| Pos.   | Coureur                  | Tijd    | Verschil |
| ------ | ------------------------ | ------- | -------- |
| 1      | Hans Stacey MAN          | 2:04:23 | -        |
| 2      | Aleš Loprais Tatra       | 2:11:11 | 6:48     |
| 3      | Wulfert van Ginkel GINAF | 2:12:11 | 7:48     |
| 4      | Marek Spáčil Liaz        | 2:14:39 | 10:16    |
| 5      | Marcel van Vliet GINAF   | 2:14:48 | 10:25    |
| 6      | Marco Dono Iveco         | 2:15:04 | 10:41    |
| 7      | André De Azevedo Tatra   | 2:19:40 | 15:17    |
| 8      | Franz Echter MAN         | 2:20:55 | 16:32    |
| 9      | Zoltán Szaller MAN       | 2:21:12 | 16:49    |
| 10     | Rob Vink GINAF           | 2:21:52 | 17:29    |

| Klassement | Klassement               | Klassement | Klassement |
| Pos.       | Coureur                  | Tijd       | Verschil   |
| ---------- | ------------------------ | ---------- | ---------- |
| 1          | Hans Stacey MAN          | 9:31:47    | -          |
| 2          | Wulfert van Ginkel GINAF | 10:03:28   | 31:41      |
| 3          | Aleš Loprais Tatra       | 10:21:10   | 49:23      |
| 4          | Franz Echter MAN         | 10:38:43   | 1:06:56    |
| 5 2        | Marek Spáčil Liaz        | 10:54:29   | 1:22:42    |
| 6          | Marco Dono Iveco         | 10:54:40   | 1:22:53    |
| 7 1        | Geert Verhoeven MAN      | 11:07:41   | 1:35:54    |
| 8 1        | Rob Vink GINAF           | 11:09:41   | 1:37:54    |
| 9 4        | Zoltán Szaller MAN       | 11:13:39   | 1:41:52    |
| 10 5       | Pep Vila Roca Mercedes   | 11:17:16   | 1:45:29    |

## Etappe 7: Veszprém-Balatonfüred
| Motoren | Quads | Auto's | Trucks | Totaal |
| ------- | ----- | ------ | ------ | ------ |
| 2       | 3     | 2      | 0      | 7      |

### Motoren
| Etappe | Etappe                       | Etappe  | Etappe   |
| Pos.   | Coureur                      | Tijd    | Verschil |
| ------ | ---------------------------- | ------- | -------- |
| 1      | Jaroslav Katriňák KTM        | 1:46:02 | -        |
| 2      | Francisco López Contardo KTM | 1:48:07 | 2:05     |
| 3      | David Casteu KTM             | 1:49:37 | 3:35     |
| 4      | Jordi Viladoms KTM           | 1:51:39 | 5:37     |
| 5      | Ruben Faria Honda            | 1:52:41 | 6:39     |
| 6      | José Manuel Pellicer Yamaha  | 1:53:08 | 7:06     |
| 7      | Pål Anders Ullevålseter KTM  | 1:53:18 | 7:16     |
| 8      | Jonah Street KTM             | 1:54:04 | 8:02     |
| 9      | Jānis Vinters KTM            | 1:54:23 | 8:21     |
| 10     | Alain Duclos KTM             | 1:55:08 | 9:06     |

| Klassement | Klassement                   | Klassement | Klassement |
| Pos.       | Coureur                      | Tijd       | Verschil   |
| ---------- | ---------------------------- | ---------- | ---------- |
| 1          | David Casteu KTM             | 12:21:14   | -          |
| 2          | Francisco López Contardo KTM | 12:24:12   | 2:58       |
| 3 1        | Alain Duclos KTM             | 12:40:53   | 19:39      |
| 4 1        | José Manuel Pellicer Yamaha  | 12:42:34   | 21:20      |
| 5 2        | Cyril Despres KTM            | 12:44:04   | 22:50      |
| 6          | Jordi Viladoms KTM           | 12:49:11   | 27:57      |
| 7          | Pål Anders Ullevålseter KTM  | 13:05:58   | 44:44      |
| 8          | Jānis Vinters KTM            | 13:12:16   | 51:02      |
| 9          | Jonah Street KTM             | 13:18:46   | 57:32      |
| 10 7       | Jaroslav Katriňák KTM        | 13:18:48   | 57:34      |

### Quads
| Etappe | Etappe                       | Etappe  | Etappe   |
| Pos.   | Coureur                      | Tijd    | Verschil |
| ------ | ---------------------------- | ------- | -------- |
| 1      | Christophe Declerck Yamaha   | 2:09:22 | -        |
| 2      | László Szabó Bombardier      | 2:10:38 | 1:16     |
| 3      | Martin Antal Polaris         | 2:14:17 | 4:55     |
| 4      | Norbert Nemeth Bombardier    | 2:14:56 | 5:34     |
| 5      | Alexander Pauliner Yamaha    | 2:15:59 | 6:37     |
| 6      | Razvan Paul Irimescu Polaris | 2:17:51 | 8:29     |
| 7      | Tamas Meszoly Polaris        | 2:20:47 | 11:25    |
| 8      | Hubert Deltrieu Polaris      | 2:24:28 | 15:06    |
| 9      | Philippe Herbe Yamaha        | 2:25:08 | 15:46    |
| 10     | Alain Multinu Polaris        | 2:30:29 | 21:07    |

| Klassement | Klassement                 | Klassement | Klassement |
| Pos.       | Coureur                    | Tijd       | Verschil   |
| ---------- | -------------------------- | ---------- | ---------- |
| 1          | Hubert Deltrieu Polaris    | 14:36:55   | -          |
| 2          | Christophe Declerck Yamaha | 15:05:47   | 28:52      |
| 3          | Martin Antal Polaris       | 15:37:24   | 1:00:29    |
| 4          | Alain Multinu Polaris      | 16:37:03   | 2:00:08    |
| 5 1        | Alexander Pauliner Yamaha  | 17:19:53   | 2:42:58    |
| 6 1        | Tamas Meszoly Polaris      | 17:37:34   | 3:00:39    |
| 7 2        | Jean Claude Auert Can-Am   | 17:40:27   | 3:03:32    |
| 8 1        | László Szabó Bombardier    | 17:42:15   | 3:05:20    |
| 9 1        | Eudalo Noe Tubau Honda     | 18:00:27   | 3:23:32    |
| 10         | Camélia Liparoti Polaris   | 18:43:45   | 4:06:50    |

### Auto's
| Etappe | Etappe                          | Etappe  | Etappe   |
| Pos.   | Coureur                         | Tijd    | Verschil |
| ------ | ------------------------------- | ------- | -------- |
| 1      | Carlos Sainz Volkswagen         | 1:37:31 | -        |
| 2      | Dieter Depping Volkswagen       | 1:37:58 | 0:27     |
| 3      | Luc Alphand Mitsubishi          | 1:38:45 | 1:14     |
| 4      | Stéphane Peterhansel Mitsubishi | 1:39:14 | 1:43     |
| 5      | Robert BJ Baldwin Hummer        | 1:40:22 | 2:51     |
| 6      | Nani Roma Cararach Mitsubishi   | 1:41:20 | 3:49     |
| 7      | Guerlain Chicherit BMW          | 1:41:49 | 4:18     |
| 8      | Robby Gordon Hummer             | 1:41:56 | 4:25     |
| 9      | Carlos Sousa Volkswagen         | 1:41:59 | 4:28     |
| 10     | Bruno Saby BMW                  | 1:43:45 | 6:14     |

| Klassement | Klassement                      | Klassement | Klassement |
| Pos.       | Coureur                         | Tijd       | Verschil   |
| ---------- | ------------------------------- | ---------- | ---------- |
| 1          | Carlos Sainz Volkswagen         | 11:18:08   | -          |
| 2          | Stéphane Peterhansel Mitsubishi | 11:20:09   | 2:01       |
| 3          | Dieter Depping Volkswagen       | 11:24:42   | 6:34       |
| 4          | Luc Alphand Mitsubishi          | 11:25:36   | 7:28       |
| 5          | Carlos Sousa Volkswagen         | 11:51:53   | 33:45      |
| 6          | Bruno Saby BMW                  | 12:04:38   | 46:30      |
| 7          | Robert BJ Baldwin Hummer        | 12:14:10   | 56:02      |
| 8          | Philippe Gache Buggy            | 12:25:16   | 1:07:08    |
| 9          | Miroslav Zapletal Mitsubishi    | 12:30:27   | 1:12:19    |
| 10 1       | Robby Gordon Hummer             | 12:43:46   | 1:25:38    |

### Trucks
| Etappe | Etappe                   | Etappe  | Etappe   |
| Pos.   | Coureur                  | Tijd    | Verschil |
| ------ | ------------------------ | ------- | -------- |
| 1      | Hans Stacey MAN          | 2:11:33 | -        |
| 2      | Wulfert van Ginkel GINAF | 2:13:35 | 2:02     |
| 3      | Rob Vink GINAF           | 2:15:26 | 3:53     |
| 4      | Aleš Loprais Tatra       | 2:15:28 | 3:55     |
| 5      | Pep Vila Roca Mercedes   | 2:16:08 | 4:35     |
| 6      | Marek Spáčil Liaz        | 2:16:33 | 5:00     |
| 7      | Marco Dono Iveco         | 2:17:07 | 5:34     |
| 8      | Marcel van Vliet GINAF   | 2:20:21 | 8:48     |
| 9      | André De Azevedo Tatra   | 2:20:41 | 9:08     |
| 10     | Zoltán Szaller MAN       | 2:20:58 | 9:25     |

| Klassement | Klassement               | Klassement | Klassement |
| Pos.       | Coureur                  | Tijd       | Verschil   |
| ---------- | ------------------------ | ---------- | ---------- |
| 1          | Hans Stacey MAN          | 11:43:20   | -          |
| 2          | Wulfert van Ginkel GINAF | 12:17:03   | 33:43      |
| 3          | Aleš Loprais Tatra       | 12:36:38   | 53:18      |
| 4 1        | Marek Spáčil Liaz        | 13:11:02   | 1:27:42    |
| 5 1        | Marco Dono Iveco         | 13:11:47   | 1:28:27    |
| 6 2        | Rob Vink GINAF           | 13:25:07   | 1:41:47    |
| 7 3        | Pep Vila Roca Mercedes   | 13:33:24   | 1:50:04    |
| 8 1        | Geert Verhoeven MAN      | 13:33:57   | 1:50:37    |
| 9          | Zoltán Szaller MAN       | 13:34:37   | 1:51:17    |
| 10 6       | Franz Echter MAN         | 13:37:03   | 1:53:43    |

## Uitslagen

### Etappewinnaars en Klassementsleiders
| Etappe | Motoren               | Motoren           | Quads                        | Quads                        | Auto's                        | Auto's                          | Trucks             | Trucks            |
| Etappe | Etappewinnaar         | Klassementsleider | Etappewinnaar                | Klassementsleider            | Etappewinnaar                 | Klassementsleider               | Etappewinnaar      | Klassementsleider |
| ------ | --------------------- | ----------------- | ---------------------------- | ---------------------------- | ----------------------------- | ------------------------------- | ------------------ | ----------------- |
| 1      | Marc Coma KTM         | Marc Coma KTM     | László Szabó Bombardier      | László Szabó Bombardier      | Carlos Sainz Volkswagen       | Carlos Sainz Volkswagen         | Hans Stacey MAN    | Hans Stacey MAN   |
| 2      | David Casteu KTM      | David Casteu KTM  | Razvan Paul Irimescu Polaris | Razvan Paul Irimescu Polaris | Dieter Depping Volkswagen     | Stéphane Peterhansel Mitsubishi | Hans Stacey MAN    | Hans Stacey MAN   |
| 3      | Jaroslav Katriňák KTM | David Casteu KTM  | Razvan Paul Irimescu Polaris | Razvan Paul Irimescu Polaris | Giniel De Villiers Volkswagen | Stéphane Peterhansel Mitsubishi | Aleš Loprais Tatra | Hans Stacey MAN   |
| 4      | Cyril Despres KTM     | David Casteu KTM  | Hubert Deltrieu Polaris      | Hubert Deltrieu Polaris      | Carlos Sainz Volkswagen       | Stéphane Peterhansel Mitsubishi | Hans Stacey MAN    | Hans Stacey MAN   |
| 5      | David Casteu KTM      | David Casteu KTM  | Norbert Nemeth Bombardier    | Hubert Deltrieu Polaris      | Carlos Sainz Volkswagen       | Stéphane Peterhansel Mitsubishi | Hans Stacey MAN    | Hans Stacey MAN   |
| 6      | Cyril Despres KTM     | David Casteu KTM  | Hubert Deltrieu Polaris      | Hubert Deltrieu Polaris      | Carlos Sainz Volkswagen       | Carlos Sainz Volkswagen         | Hans Stacey MAN    | Hans Stacey MAN   |
| 7      | Jaroslav Katriňák KTM | David Casteu KTM  | Christophe Declerck Yamaha   | Hubert Deltrieu Polaris      | Carlos Sainz Volkswagen       | Carlos Sainz Volkswagen         | Hans Stacey MAN    | Hans Stacey MAN   |

### Eindklassement
| Motoren                        | Motoren                                    | Motoren  | Motoren  | Quads  | Quads                                                        | Quads    | Quads    | Auto's | Auto's                                                                | Auto's   | Auto's   | Trucks | Trucks                                                             | Trucks   | Trucks   |
| Pos.                           | Coureur                                    | Tijd     | Verschil | Pos.   | Coureur                                                      | Tijd     | Verschil | Pos.   | Coureur                                                               | Tijd     | Verschil | Pos.   | Coureur                                                            | Tijd     | Verschil |
| ------------------------------ | ------------------------------------------ | -------- | -------- | ------ | ------------------------------------------------------------ | -------- | -------- | ------ | --------------------------------------------------------------------- | -------- | -------- | ------ | ------------------------------------------------------------------ | -------- | -------- |
| Goud                           | David Casteu KTM 690 Factory               | 12:21:14 | -        | Goud   | Hubert Deltrieu Polaris Outlaw 525                           | 14:36:55 | -        | Goud   | Carlos Sainz Michel Périn Volkswagen Race Touareg 2                   | 11:18:08 | -        | Goud   | Hans Stacey Eddy Chévaillier Bernard der Kinderen MAN TGA          | 11:43:20 | -        |
| Zilver                         | Francisco López Contardo KTM LC4 690 Rally | 12:24:12 | 2:58     | Zilver | Christophe Declerck Yamaha Raptor 700                        | 15:05:47 | 28:52    | Zilver | Stéphane Peterhansel Jean-Paul Cottret Mitsubishi Pajero Evo          | 11:20:09 | 2:01     | Zilver | Wulfert van Ginkel Daniël Bruinsma Richard de Rooy GINAF X2222 4×4 | 12:17:03 | 33:43    |
| Brons                          | Alain Duclos KTM Rallye 690 CC             | 12:40:53 | 19:39    | Brons  | Martin Antal Polaris Outlaw                                  | 15:37:24 | 1:00:29  | Brons  | Dieter Depping Timo Gottschalk Volkswagen Race Touareg 2              | 11:24:42 | 6:34     | Brons  | Aleš Loprais Ladislav Lála Milan Holáň Tatra T815-2                | 12:36:38 | 53:18    |
| 4                              | José Manuel Pellicer Yamaha 450            | 12:42:34 | 21:20    | 4      | Alain Multinu Polaris Scrambbler 500E                        | 16:37:03 | 2:00:08  | 4      | Luc Alphand Gilles Picard Mitsubishi Pajero Evo                       | 11:25:36 | 7:28     | 4      | Marek Spáčil Jiří Žák Zdenek Nemec Liaz 151154                     | 13:11:02 | 1:27:42  |
| 5                              | Cyril Despres KTM 660 Rally                | 12:44:04 | 22:50    | 5      | Alexander Pauliner Yamaha Raptor 700                         | 17:19:53 | 2:42:58  | 5      | Carlos Sousa Andreas Schulz Volkswagen Race Touareg 2                 | 11:51:53 | 33:45    | 5      | Marco Dono Andrea Vittorio Bettiga Angelo Fumagalli Iveco Trakker  | 13:11:47 | 1:28:27  |
| 6                              | Jordi Viladoms KTM LC4 690 Rally           | 12:49:11 | 27:57    | 6      | Tamas Meszoly Polaris Outlaw 525                             | 17:37:34 | 3:00:39  | 6      | Bruno Saby Alain Guéhennec BMW X3 CC                                  | 12:04:38 | 46:30    | 6      | Rob Vink Gerard van Winkoop Martien Hol GINAF X2222                | 13:25:07 | 1:41:47  |
| 7                              | Pål Anders Ullevålseter KTM 690 Rally      | 13:05:58 | 44:44    | 7      | Jean Claude Auert Can-Am ATV                                 | 17:40:27 | 3:03:32  | 7      | Robert BJ Baldwin Kevin Heath Hummer H3                               | 12:14:10 | 56:02    | 7      | Pep Vila Roca Moisès Torrallardona Joaquim Busoms Mercedes 1844-AK | 13:33:24 | 1:50:04  |
| 8                              | Jānis Vinters KTM 690                      | 13:12:16 | 51:02    | 8      | László Szabó Bombardier Quest DS650                          | 17:42:15 | 3:05:20  | 8      | Philippe Gache François Flick Buggy SMG                               | 12:25:16 | 1:07:08  | 8      | Geert Verhoeven Peter Willemsen Johan van Gestel MAN TGA           | 13:33:57 | 1:50:37  |
| 9                              | Jonah Street KTM 690                       | 13:18:46 | 57:32    | 9      | Eudalo Noe Tubau Honda TRX 680CC Rincon                      | 18:00:27 | 3:23:32  | 9      | Miroslav Zapletal Vladimir Nemajer Mitsubishi L200                    | 12:30:27 | 1:12:19  | 9      | Zoltán Szaller László Károly Pócsik Tibor Csitári MAN M2000L       | 13:34:37 | 1:51:17  |
| 10                             | Jaroslav Katriňák KTM 530 EXC              | 13:18:48 | 57:34    | 10     | Camélia Liparoti Polaris Outlaw 525 IRS                      | 18:43:45 | 4:06:50  | 10     | Robby Gordon Andy Grider Hummer H3                                    | 12:43:46 | 1:25:38  | 10     | Franz Echter Artur Klein Detlef Ruf MAN TGS 18480 4×4              | 13:37:03 | 1:53:43  |
| Nederlanders buiten de top 10: |                                            |          |          |        |                                                              |          |          |        |                                                                       |          |          |        |                                                                    |          |          |
| 19                             | Rob Verstegen KTM 525 EXC                  | 14:02:59 | 1:41:45  |        |                                                              |          |          | 11     | Tonnie van Deijne Wouter Rosegaar Mitsubishi L200                     | 12:54:52 | 1:36:44  | 13     | Anne Kies Michel van Herpen Erwin Lagerweij GINAF X2222            | 14:02:52 | 2:19:32  |
| 21                             | Jurgen van den Goorbergh Honda CRF 450     | 14:11:11 | 1:49:57  | 28     | Mike van Eikeren Bastian Herweijer Toyota Land Cruiser       | 16:01:40 | 4:43:32  | 20     | Marcel van Vliet Simon Koetsier Gerard van Veenendaal GINAF X2222 4×4 | 15:35:01 | 3:51:41  |        |                                                                    |          |          |
| 32                             | Marcel Snijders Honda CRF 450 X            | 14:37:01 | 2:15:47  | 41     | Petrus van Kruijsdijk Cees Bohnenn Bowler Wildcat 200        | 18:08:37 | 6:50:29  | 22     | Jacques Blakenburg Eddie Beeftink Mercedes Unimog                     | 15:48:59 | 4:05:39  |        |                                                                    |          |          |
| 40                             | Henno van Bergeijk Yamaha WRF 450          | 14:59:10 | 2:37:56  | 50     | Cornelis "Kees" Tijsterman Jean-Pierre Jacobs Desert Warrior | 20:35:16 | 9:17:08  | 31     | Johan Elfrink Rob van Pelt Mercedes-Benz Axor                         | 20:14:48 | 8:31:28  |        |                                                                    |          |          |
| 41                             | Loek Bodelier Yamaha WRF 450               | 15:02:09 | 2:40:55  | 55     | Erik van Loon Michel de Groot Volkswagen Buggy TDI           | 28:47:29 | 17:29:21 |        |                                                                       |          |          |        |                                                                    |          |          |
| 46                             | Gerard List Yamaha WRF 250                 | 15:33:41 | 3:12:27  |        |                                                              |          |          |        |                                                                       |          |          |        |                                                                    |          |          |
| 57                             | Arno Groot KTM 525 EXC                     | 15:58:10 | 3:36:56  |        |                                                              |          |          |        |                                                                       |          |          |        |                                                                    |          |          |
| 63                             | Mirjam Gesina Maria Pol Honda CRF 450      | 16:06:50 | 3:45:36  |        |                                                              |          |          |        |                                                                       |          |          |        |                                                                    |          |          |

## Trivia
- Iedereen die zich had ingeschreven voor de Dakar-rally van 2008 kreeg ook een ticket voor de Central Europe Rally. Ondanks dat zijn er toch een aantal grote teams afgehaakt, zoals het Kamaz-Master team bij de trucks.
- Het is voor Hans Stacey zijn 2e zege in een grote rally, nadat hij eerder nog de Dakar-rally van 2007 gewonnen had.
- 179 van de 238 voertuigen bereikten de finish en dat is 75,2%.
- De Nederlandse inschrijvingen bestonden uit 10 motoren, 6 auto's en 9 trucks, 25 equipes in totaal. Hiervan bereikten 8 motoren, 5 auto's en 8 trucks, 21 equipes in totaal de finish en dat is 84%.